# الحماطة
الحماطة قرية بمحافظة بارق في جنوب المملكة العربية السعودية. تقع شرق إمارة بارق على مسافة أربعة أكيال تقريباً، ويبلغ تعداد سكانها 171 نسمة حسب الإحصاء الذي جرى عام 2004.

## التسمية
الحماطة (بالحاء المهملة المفتوحة والميم مفتوحة بعدها ألف فطاء مهملة مفتوحة فهاء) مؤنث الحماط وهو نبت التين المعروف.

## الموقع
تقع حماطة في جنوب الزريبة، غرب الثمالة، شرق ساحل، وفي الجهة الشمالية من نهاية وادي الفَرَاشَة، ومن غرب هذه القرية يبدأ وادي الرِكْس.